# Anita Stukāne
Anita Stukāne (née le 9 février 1954) est une athlète soviétique (lettonne), spécialiste du saut en longueur.
Son record est de 6,80 m obtenu à Mexico en 1979, année où elle remporte la Coupe du monde. Elle remporte aussi cette année-là la médaille d'or à l'Universiade d'été.